# 조림

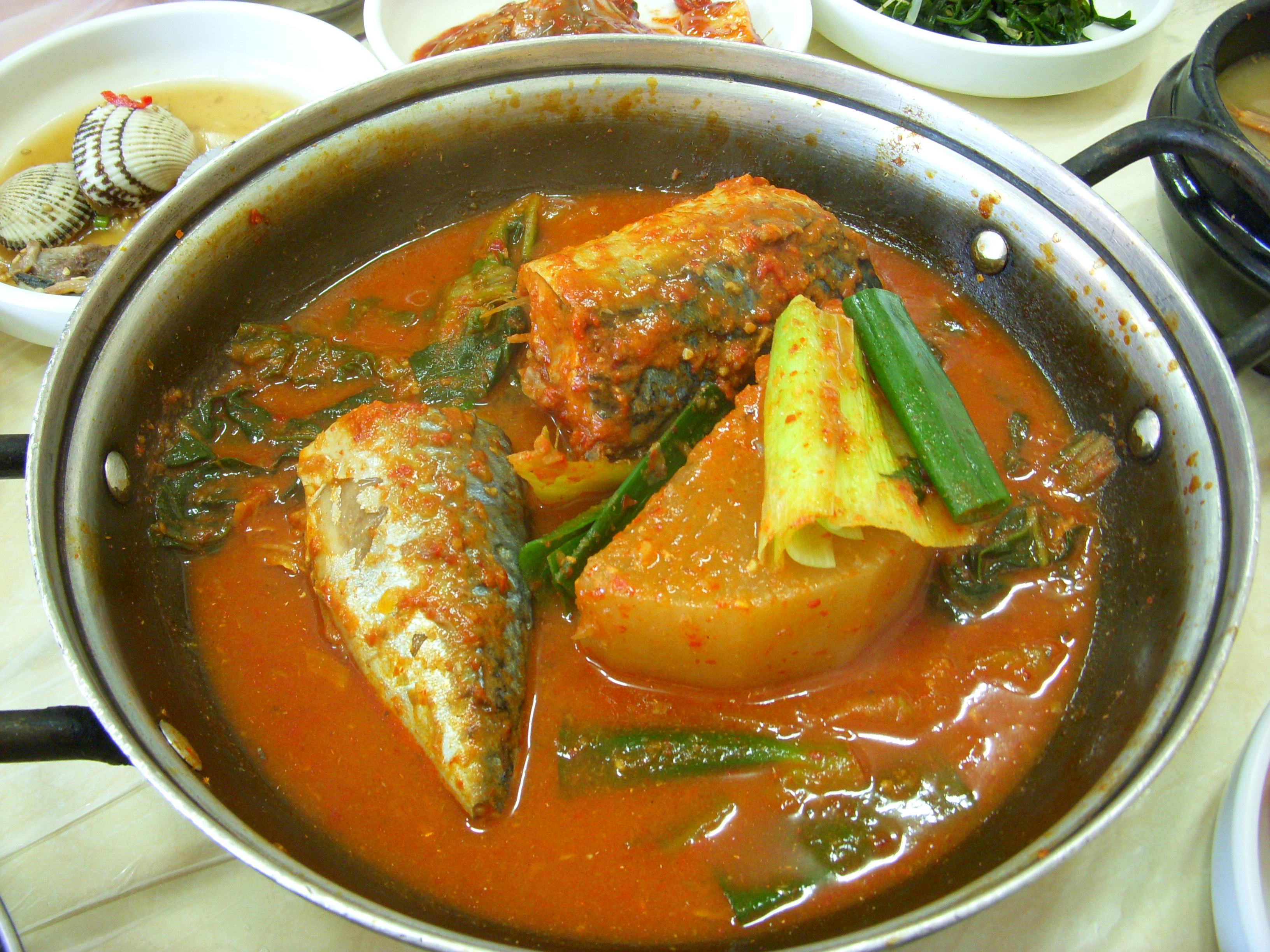
생선 조림

조림은 두부, 채소, 고기, 해산물로 만든 한국 요리이다. 조림이라는 낱말은 한국어 동사 "조리다"에서 비롯한 말이다. 이 용어는 17세기까지 요리책에 등장하지 않았다. 왜냐하면 그 당시에는 한국에서 이 용어가 분화되지 않았기 때문이다.
1800년대 말의 요리책인 시의전서는 장조림법을 소개하는데, 그 조리법이 오늘날의 장조림과 비슷하다.
조림의 간은 주로 간장으로 하지만, 고등어, 꽁치, 전갱이와 같이 살이 붉고 비린내가 강한 생선은 간장에 고추장을 섞어서 조리기도 한다.

## 요리법
조리기는 식품에 양념과 간이 진한 국물을 넣고 가열하여 조리하는 방법으로 갈비찜·닭찜·생선 조림·감자 조림·콩자반 등을 만들 때 이용된다. 불의 조절은 끓을 때까지는 세게 하고, 그 후부터는 약한 불로 한다.

## 종류
- 장조림
- 고등어조림
- 연근조림
- 두부조림
- 깻잎조림
- 감자조림
- 갈치조림

## 같이 보기
- 달걀 장조림
- 소고기 장조림
- 찜
- 반찬
- 닭볶음탕

## 참고 자료
- 이성우(李盛雨) (1985년 5월 1일). 《韓國料理文化史》. 교문사(敎文社). ISBN 9788936300319.